# H-Buster
H-Buster foi uma empresa brasileira de eletroeletrônicos, conhecida por fabricar equipamentos e aparelhos de áudio e vídeo para automóveis, tais como alto-falantes, amplificadores, leitores de CD e DVD, entre outros.
Fundada em 1997 na cidade de São Paulo, transferiu sua sede em 2005 para Cotia. Contava com três fábricas, sendo duas na própria cidade de Cotia e uma em Manaus, na Zona Franca.
Recentemente, entrou para os segmentos de produção de televisores e informática.

## Problemas financeiros e recuperação judicial
Em março de 2013, a empresa enfrentava sérios problemas financeiros. Com dívidas de R$ 1 bilhão, atrasos nos pagamentos dos funcionários da fábrica de Manaus, greves nas fábricas de Cotia e Manaus e bloqueio das contas pelos bancos, a H-Buster entrou com pedido de recuperação judicial, deixando um prejuízo de R$ 300 milhões.

No entanto, em março de 2014, depois de reuniões entre funcionários, membros do TRT e representantes sindicais e patronais, a empresa apresentou um plano de recuperação que se comprometia a pagar as dívidas com os empregados e com os bancos credores. Com esse plano, a H-Buster se recupera e reativa as linhas de produção paradas pelas greves.